# Fernand Renaud
Pour les articles homonymes, voir Renaud (homonymie).
Fernand-Antoine-Louis Renaud, né le 30 décembre 1872 à Autun (Saône-et-Loire), mort au même lieu le 14 janvier 1947, est un médecin et homme politique français. Il est maire d'Autun de 1932 à 1944.

## Biographie

### Jeunesse et formation
Issu d'une ancienne famille bourgeoise originaire de Sully, en Bourgogne, Fernand Renaud est le fils aîné de Pacôme-Louis Renaud (1840-1911), négociant, industriel et juge au tribunal de commerce d'Autun, et de Jeanne-Marguerite-Pauline-Marie Duverne (1852-1932).
Il étudie à l'institution catholique Saint Lazare d'Autun, réussit le baccalauréat ès lettres à Lyon en 1890, pour entreprendre des études de médecine.
Il est reçu le 9 mai 1900 docteur en médecine de la faculté de Paris, avec une thèse portant "contribution sur les pleurésies purulentes à bacille de Friedlander".

### Premiers engagements locaux
En même temps qu'il se consacre au soin des malades, comme médecin des hospices et du bureau de bienfaisance d'Autun, le docteur Renaud s'implique dans la vie politique locale.
Sa famille lui avait donné un exemple constant d'engagement au service de la Cité. Deux de ses aïeux, Lazare Renaud et Pierre-Antoine Duverne, avaient été ainsi maires respectifs d'Epinac et de Mesvres. Son oncle, Jean Renaud, avait été quant à lui été élu conseiller municipal d'Autun en 1870.
Comme plusieurs membres de sa famille avant lui, Fernand Renaud fut par ailleurs reçu membre de la Société éduenne le 23 avril 1903, dont il suivit les travaux avec assiduité jusqu'à la fin de ses jours.
Très attaché au développement de la vie culturelle autunoise, il est nommé en 1908 président du Syndicat d'initiative d'Autun et est élu conseiller municipal.

### Pendant la Grande Guerre
Quand la guerre éclate en 1914, Fernand Renaud est affecté au 227e régiment d'infanterie de Dijon. Il rejoint les zones de combat comme médecin-capitaine, où il se dévoue au secours des soldats.
Le 22 janvier 1915, blessé à la bataille d'Apremont, il est évacué et hospitalisé à l'arrière du front.
Il alterne ensuite affectations en poste médical et congés de convalescence.
Promu médecin-major de 1re classe (commandant) puis médecin principal de 2e classe (lieutenant-colonel) en août 1917, il est affecté comme chef de la station sanitaire de Pignelin dans la Nièvre, où il s'attache à promouvoir des méthodes novatrices pour lutter contre la tuberculose.
Il sera décoré de la Croix de guerre 1914-1918, puis fait chevalier de la Légion d'Honneur en 1938.

### Vie politique
Élu conseiller général au sortir de la guerre en 1919, il devient rapidement adjoint puis premier adjoint au maire d'Autun.
Candidat de la Fédération républicaine à la députation en 1928, il échoue de peu face à Henri Maupoil, député radical-socialiste sortant.
Au décès de François Perrucot, maire d'Autun, en septembre 1932, Fernand Renaud, alors premier adjoint, est choisi par le conseil pour prendre sa succession. Il sera réélu en mai 1935, confirmé en mai 1941 par Vichy et continuera toujours d'exercer sa profession de médecin.
Attentif au développement d'Autun, ville au caractère à la fois rural et industriel, au cœur du Morvan, il s'attache également à en préserver les trésors artistiques et culturels et sera ainsi le principal artisan de la rétrocession du palais épiscopal à l'évêque d'Autun, finalisée en juillet 1942.

### Seconde Guerre Mondiale
Alors que la France est envahie en juin 1940, Autun, cité au très riche patrimoine culturel et historique, est déclarée « ville ouverte » à la demande du docteur Renaud et du sous-préfet Albertini.
Mais la situation devient rapidement très tendue entre les autorités municipales et l'occupant.
Ainsi, dès le 19 juin 1940, alors que tous les combats ont cessé dans toute la Bourgogne, la Kommandantur exige cinq otages pour garantir l'ordre dans la ville. Le docteur Renaud est chargé de les désigner. Ils seront heureusement bientôt libérés.
La ligne de démarcation, qui coupe le département en deux de Saône-et-Loire, laisse Autun en zone occupée, quand la proximité des forêts du Morvan entraîne la création d'importants foyers de résistance (maquis Socrate, Serge et Valmy), comptant des centaines de partisans.
Ainsi, malgré l'action modératrice du docteur Renaud, resté très aimé des Autunois, les Allemands ordonnent souvent des représailles que le maire ne parvient pas à arrêter. Le 15 août 1944, ce sont ainsi trente jeunes Autunois qui sont arrêtés, interrogés et déportés en camp de concentration.
Le 8 septembre 1944, ayant été prévenu de l'imminence des combats de la Libération, il demande au colonel baron von Rettner, commandant la place d'Autun, de se rendre pour éviter toute effusion inutile de sang. Ce dernier refuse, mais le docteur Renaud obtient des Allemands qu'ils ne détruisent pas les monuments antiques de la cité éduenne.
Les 9 et 10 septembre, le régiment FTP Valmy et les éléments blindés du 2e Dragons de la DFL du colonel Demetz, accompagnés d'un détachement de la Légion Étrangère, libèrent Autun, au prix de violents combats, faisant une centaine de morts alliés et plusieurs milliers de prisonniers allemands.
La mission du docteur Renaud est terminée. Il se retire en novembre 1944, à 71 ans, de ses fonctions municipales. Il quittera le conseil général l'année suivante.
Il décède le 14 janvier 1947, en son domicile du 19, rue de la Grille. Une rue adjacente prend le nom de rue du Docteur-Fernand-Renaud, à la suite d'une délibération du conseil municipal, en hommage à l'ancien maire d'Autun.

## Famille
Marié en 1900 avec Elisabeth Costaz, d'une famille élevée par l'Empire, Fernand Renaud eut deux enfants : Paul Renaud (1905-1977), ingénieur, sans postérité de son mariage avec Renée Dallet, et Marie-Louise Renaud (1902-1992), qui épousa Jean Pochet (1897-1975), dont descendance.
Son neveu, Serge Renaud de Saint Georges (1909-1999), se distingua pendant la Seconde Guerre Mondiale au sein de la Confrérie Notre-Dame, avec son épouse Anne-Marie Parent (1913-1997).

## Distinctions
- Chevalier de la Légion d'honneur
- Croix de guerre 1914–1918

## Sources
1. ↑  Jean-Louis Beaucarnot, Entre Arroux et Bourbince. Albums généalogiques : volume 1, « Généalogie Renaud », 1983.

- Michel Villard, Ombres et lumières de l'Occupation et la Libération d'Autun, 1984
- Marc Igny, Sous la botte, mais Autun, Edilivre, 2018.
- Le Journal de Saône-et-Loire, La longue carrière du Dr Renaud, édition du 21 janvier 2018.